# Яньков, Павел Викторович
Яньков Павел Викторович (1888 — до 1949) — кораблестроитель, конструктор надводных кораблей и подводных лодок Российского императорского флота, штабс-капитан Корпуса корабельных инженеров.

## Биография
Павел Викторович Яньков родился 14 сентября 1888 года. В службе с 1906 года. Поступил в Морское инженерное училище в Кронштадте. В 1909 году присвоено звание корабельный гардемарин-судостроитель. С 1910 года, после окончания училища, подпоручик П. В. Яньков работал в Ревельском порту
26 ноября 1912 года был зачислен по корпусу и назначен на Балтийский завод помощником строителя линейного корабля «Петропавловск».
С 1908 года разрабатывал идею «минного линкора», к 1913 году создал целую серию проектов корабля подобной конструкции. В конце 1913 года представил в Морской генеральный штаб (МГШ) и Главное управление кораблестроения окончательный вариант корабля, водоизмещением 23 тыс. тонн, несущего 82 траверзных подводных торпедных аппарата и 12 семидюймовых орудий в четырёх трёхорудийных башнях. 6 апреля 1914 года произведен в штабс-капитаны корпуса корабельных инженеров. Летом 1914 года, по представлению МГШ, Янькову за проект «минного линкора» была пожалована «высочайшая премия» в 1500 рублей.
В ноябре-декабре 1914 года находился в плавании на линкоре «Петропавловск» во время проведения приёмных испытаний.
В 1915 году на Балтийском заводе строил подводные лодки типа «Барс» — «Вепрь», «Единорог» и «Угорь». В том же году, для снижения воздействия на лодку подводного взрыва, предложил обшивать корпус «деревянной шубой». В 1915 году Морское министерство объявило конкурс на проект новой подводной лодки. На конкурс было отобрано одиннадцать проектов. Один из них носил наименование «ТЯТ» — по первым буквам фамилий авторов: корабельного инженера штабс-капитана Янькова, поручика Токмакова и лейтенанта Терлецкого. Морской генеральный штаб дал положительную оценку этому проекту: «… удовлетворяющий всем главным основным заданиям при сравнительно малом водоизмещении. Особенностями проекта следует отметить систему погружения, которая благодаря централизации, несмотря на значительное количество цистерн, обеспечивает быстрое и простое погружение. Хорошо разработана погрузка мин в траверзные трубчатые аппараты… полагаем желательным принять во внимание этот проект при заказе первой опытной лодки».
Весной 1918 года служил в Главной ликвидационной комиссии. Уволен от службы приказом по флоту Балтийского моря 30 апреля 1918 года. Эмигрировал в Осло (Норвегия). .

## Награды
- Орден Святого Станислава 3-й степен (1914).
- Светло-бронзовая Медаль «В память 300-летия царствования дома Романовых» (1913).
- Светло-бронзовая Медаль «В память 200-летия морского сражения при Гангуте» (1915)[1].

## Семья
Жена — Вера Константиновна (урожд. Элленбоген, род. 19.09.1889), дочь морского врача Константина Александровича Элленбоген (2.03.1860, СПб. — 1914).